# 愛絲佩藍薩·斯伯汀
愛絲佩藍薩·斯伯汀（英語：Esperanza Spalding，1984年10月18日—）是美國歌手，曾獲得葛萊美獎最佳新人。